# Zawisza Bydgoszcz
El Zawisza Bydgoszcz es un club de fútbol de la ciudad de Bydgoszcz, en Polonia, fundado en mayo de 1946. Actualmente juega en la III Liga, la cuarta categoría del fútbol polaco. Mantiene una intensa rivalidad con el Polonia Bydgoszcz.

## Historia
El equipo se fundó el mayo de 1946 en la ciudad de Koszalin, Polonia como el equipo representativo de la base militar ubicada en Koszalin, la cual se mudó a la ciudad de Bydgoszcz. La primera vez que jugó en la primera división (Ekstraklasa) fue en el 1961, desde ese entonces ha disputado en 14 ocasiones la máxima categoría del fútbol polaco siendo la 2014-15 su última participación. En 2014 logró ganar su primer Copa de Polonia tras superar por penales 6-5 al Zagłębie Lubin después de un 0-0 en 120 minutos de juego. En la temporada 2015-16 queda en 5° lugar de la I Liga, a 11 puntos del segundo ascendido, sin embargo perdió la licencia para disputar la siguiente temporada 2016/17 por problemas económicos y fue disuelto. Finalmente terminó siendo anotado en la Klasa B, la 8ª división de Polonia. Solo le costó una temporada para ascender a la Klasa A (7ª división). Un año después (2017-18) logró el ascenso a la Klasa okręgowa. Para la temporada 2018/19 consigue el ascenso a la IV Liga, la quinta división del fútbol polaco, alcanzando la cuarta categoría en la temporada 2020/21.

## Estadio
Juega sus partidos como local en el Estadio Zdzisław Krzyszkowiak, con capacidad para 20,500 personas.

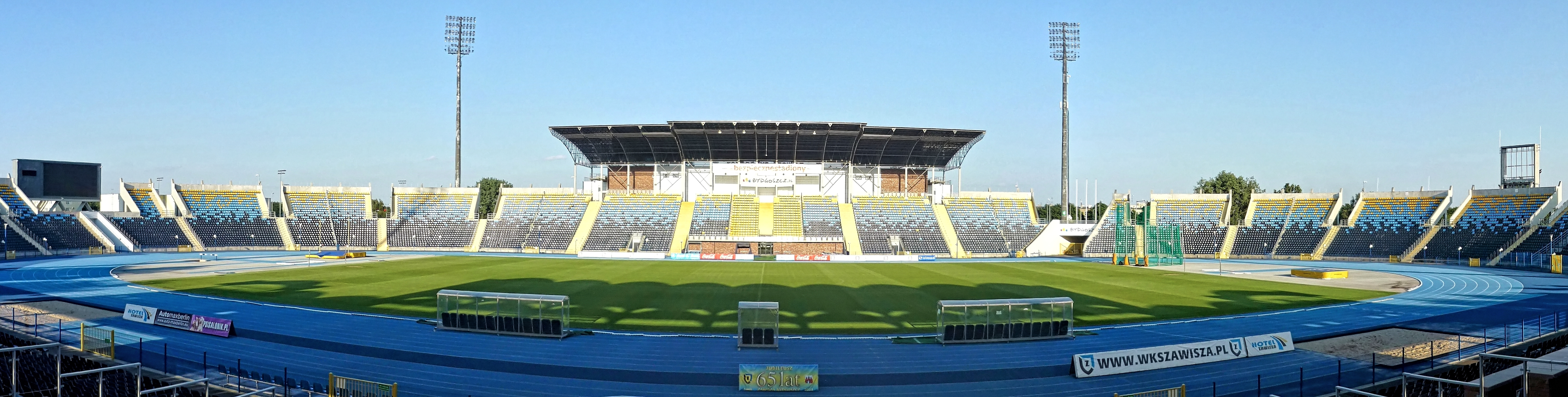
Estadio Zdzisław Krzyszkowiak.

## Colores
Los colores tradicionales del Zawisza son el azul y el negro.

## Jugadores

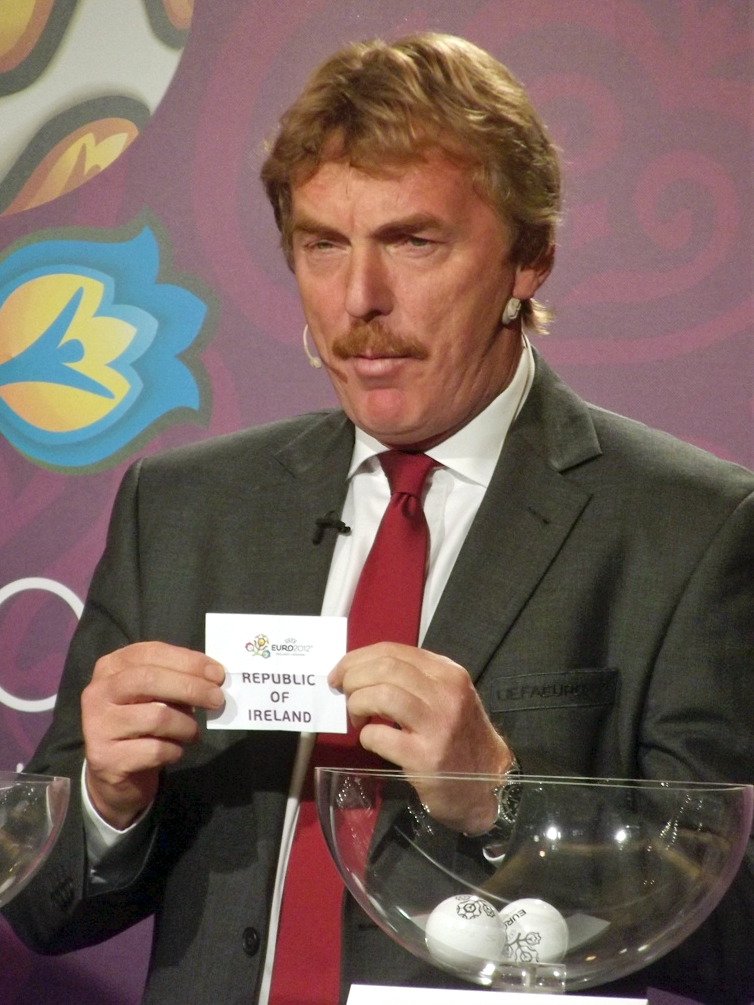
Zbigniew Boniek es el jugador más importante que ha formado parte del club.

### Jugadores destacados
| - Paweł Abbott - Zbigniew Boniek - Andrzej Brończyk - Vahan Gevorgyan - Paweł Kryszałowicz | - Wojciech Łobodziński - Stefan Majewski - Andrzej Milczarski - Piotr Nowak - Arkadiusz Onyszko | - Mirosław Rzepa - Hermes Neves Soares - Vuk Sotirović - Sławomir Wojciechowski - Hérold Goulon |

## Palmarés

### Torneos nacionales
- Supercopa polaca:
  - Ganador (1):
    - 2014 - Zawisza 3-2[4] Legia de Varsovia

- Copa de Polonia:
  - Ganador (1):
    - 2013/14 - Zawisza 0-0 (6-5 pen.)[5] Zagłębie Lubin

## Participación en competiciones de la UEFA
| Temporada | Torneo             | Ronda            | Club             | Casa | Visita | Global |
| --------- | ------------------ | ---------------- | ---------------- | ---- | ------ | ------ |
| 2014–15   | UEFA Europa League | Clasificatoria 2 | SV Zulte Waregem | 1–3  | 1–2    | 2–5    |